# لو بوسورث
لورين أوجيلفي «لو» بوسورث (بالإنجليزية: Lo Bosworth)‏ (ولد في 29 سبتمبر 1986) شخصية تلفزيونة، مؤلفة، وسيدة أعمال أمريكية.

## روابط خارجية
- الموقع الرسمي
- لو بوسورث على موقع IMDb (الإنجليزية)
- لو بوسورث على موقع قاعدة بيانات الفيلم (الإنجليزية)